# Veroniciinae
Veroniciinae è una sottotribù di piante angiosperme appartenenti alla famiglia delle Plantaginaceae.

## Etimologia
Il nome della sottotribù deriva dal suo genere tipo Veronica L., 1753 la cui etimologia deriva dal personaggio biblico Santa Veronica, la donna che ha dato a Gesù un panno per asciugare il suo volto mentre è sulla via del Calvario. Alcune macchie e segni sui petali della corolla di questo fiore sembrano assomigliare a quelli del sacro fazzoletto di Veronica. Per questo nome di pianta sono indicate altre etimologie come l'arabo "viru-niku", o altre derivate dal latino come "vera-icona" (immagine vera).
Il nome scientifico della sottotribù è definito in via provvisoria ed è basato sulla sottotribù "Veronicinae" definita dal botanico, naturalista e politico belga Barthélemy Charles Joseph Dumortier (Tournai, 3 aprile 1797 – 9 giugno 1878) nella pubblicazione "Florula belgica, opera majoris prodromus - 35. 1827" del 1827.

## Descrizione

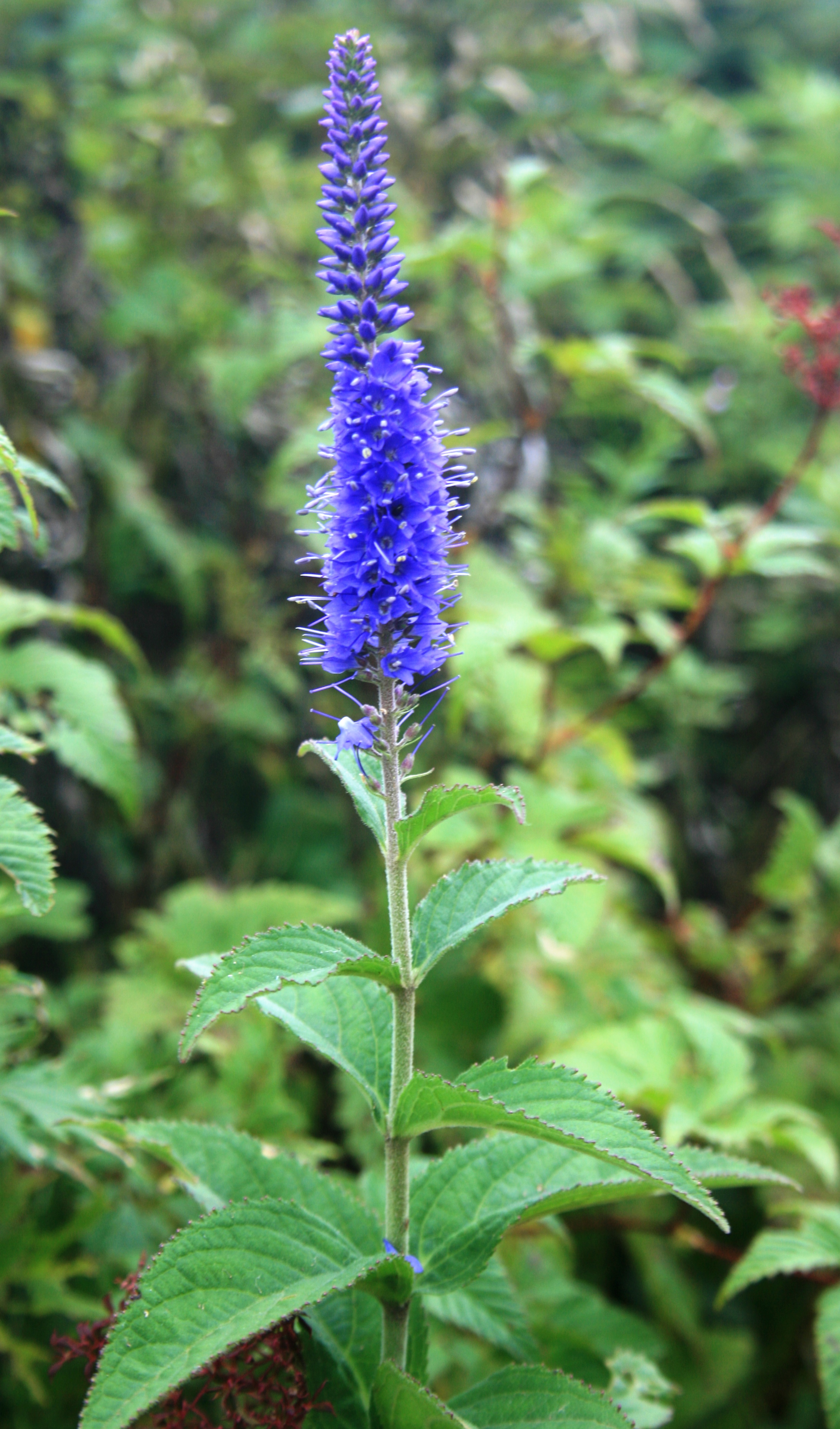
Il portamento
Pseudolysimachion subsessile

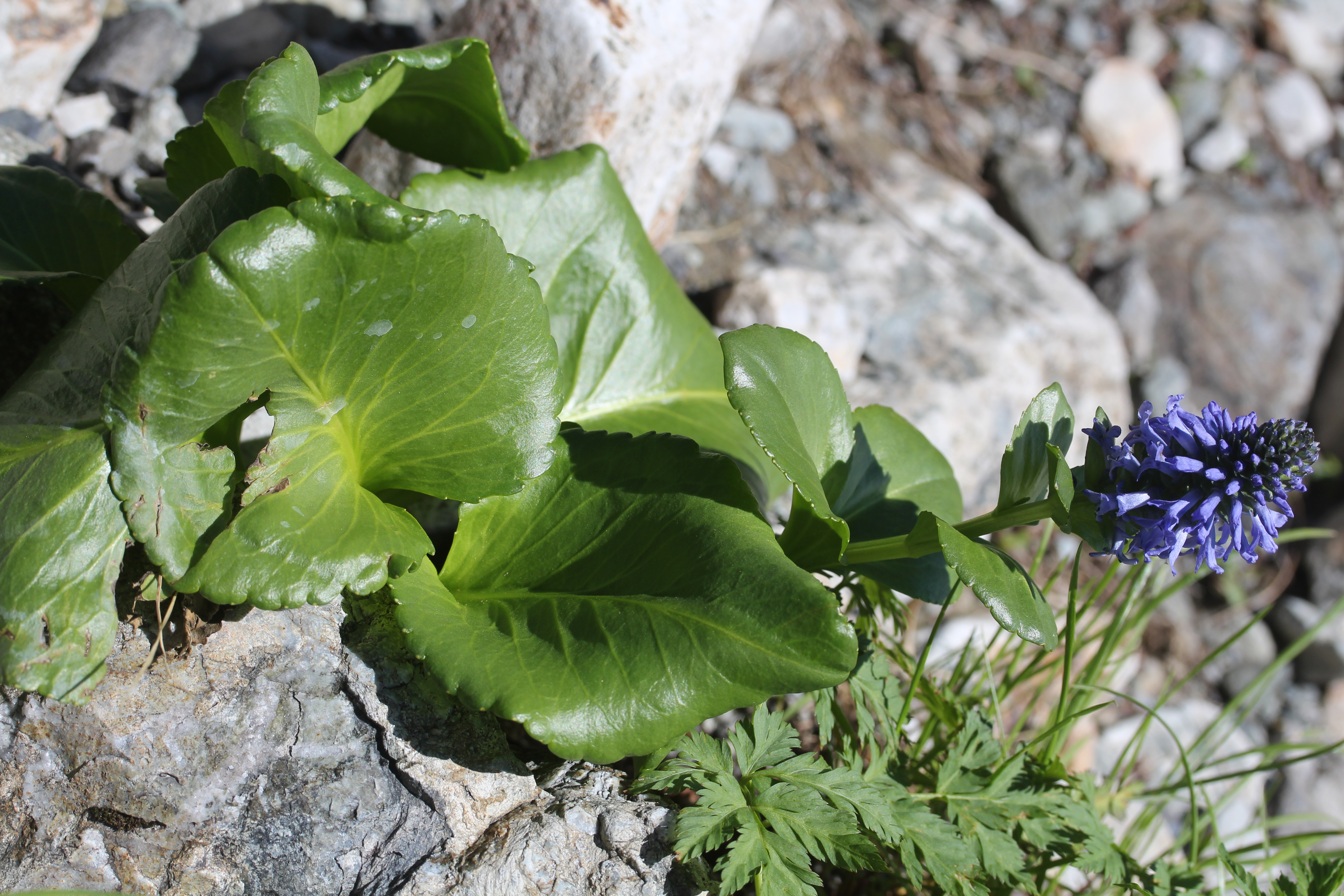
Le foglie
Lagotis glauca

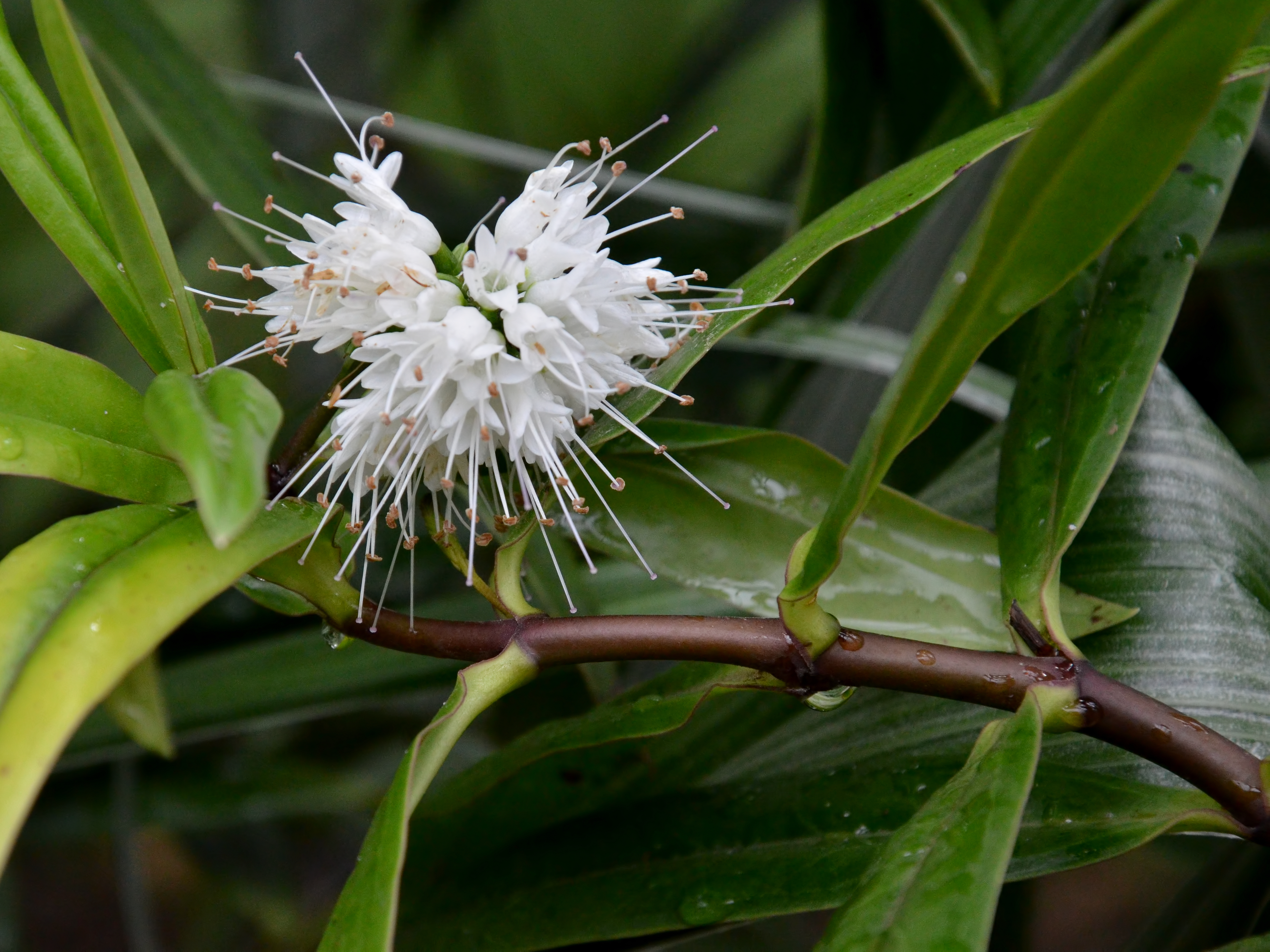
Infiorescenza
Hebe corriganii

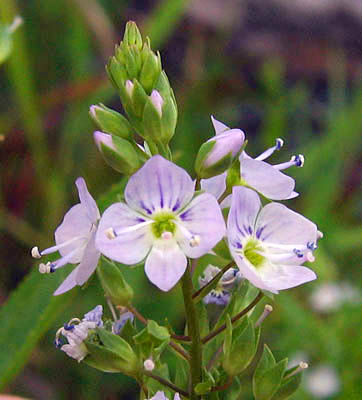
I fiori
Veronica anagallis

- Il portamento delle specie di questa sottotribù è erbaceo (annuale o perenne) oppure arbustivo (sublegnoso in Derwentia) oppure suffrutescente. Alcune specie (Chionohebe) hanno un portamento pulvinato con fusti da prostrati a ascendenti. L'indumento può essere sia glabro che pubescente (anche densamente villoso o ghiandoloso). I fusti in genere sono eretti e a sezione rotonda.[1][5][6][7][8]
- Le foglie lungo il caule hanno una disposizione alternata, opposta o (più raramente) verticillata. In alcune specie (Besseya, Synthyris, Veronica e Lagotis) le foglie alla base sono raccolte a forma di rosetta; in altre specie (Chionohebe) hanno un portamento embricato e consistenza coriacea. In genere le foglie sono da sessili a (brevemente o normalmente) picciolate. La lamina può avere la forma da cordata a ovoide, oppure oblunga, oppure lineare-lanceolata con apici ottusi e margini da interi a crenati o seghettati; a volte i margini sono cigliati. Sono presenti anche lamine pennatosette e di tipo amplessicaule.
- Le infiorescenze sono racemose, spesso simili a spighe, in posizione terminale o laterale con racemi ascellari (in Heliohebe, Veronica, Hebe, Parahebe, Darwentia e Lagotis). Altre specie si presentano con una infiorescenza principale e racemi laterali (alcune specie di Heliohebe). I fiori sono brevemente pedicellati. Le brattee e bratteole sono presenti o assenti secondo la specie.
- I fiori sono ermafroditi, zigomorfi e tetraciclici (ossia formati da 4 verticilli: calice– corolla – androceo – gineceo) e tetrameri (i verticilli del perianzio hanno più o meno 4 elementi ognuno). In alcune specie (Heliohebe) i fiori sono protogini.

- Formula fiorale. Per la famiglia di queste piante viene indicata la seguente formula fiorale:

X o * K (4-5), [C (4) o (2+3), A 2+2 o 2], G (2), capsula.
- Il calice, gamosepalo, è formato da un tubo campanulato terminante con 4-5-6 lobi ineguali profondamente divisi.

- La corolla, gamopetala, è formata da un tubo campanulato terminante con 4-5-6 lobi formanti una corolla più o meno bilabiata (in Synthyris non è presente il labbro inferiore). In alcune specie (Besseya) la corolla è rudimentale o anche mancante. Spesso due petali sono concresciuti in uno solo. In alcuni casi la corolla è subruotata. I lobi possono essere lunghi come la parte tubolare. Il colore della corolla è blu, violetto, porpora, giallo o bianco.

- L'androceo è formato da 2 stami sporgenti o inclusi (manca lo stame impari e i due anteriori; quindi tre stami sono soppressi). I filamenti sono inseriti nella fessura tra le due labbra della corolla. Se la corolla è mancante i filamenti sono inseriti sul lato esterno del disco nettarifero. Il polline è tricolpato.

- Il gineceo è bicarpellare (sincarpico - formato dall'unione di due carpelli connati). L'ovario (biloculare) è supero con forme suborbicolari o appena compresse, oppure subglobose. Gli ovuli per loculo sono da numerosi a pochi (4 per loculo), hanno un solo tegumento e sono tenuinucellati (con la nocella, stadio primordiale dell'ovulo, ridotta a poche cellule).. Lo stilo ha uno stigma  da capitato a clavato con 2 - 4 lobi. Il disco nettarifero può essere presente nella parte più interna della corolla.

- I frutti sono delle capsule a deiscenza setticida (in Veronicastrum, Scrofella, Paederota, Veronica e Detzneria) o loculicida (raramente sono indeiscenti - Lagotis). I semi sono numerosi, o pochi (1 - 3 - 6) per loculo con forme piatte, ovoidi o orbicolari e con testa reticolata oppure no, oppure liscia.

## Riproduzione
- Impollinazione: l'impollinazione avviene tramite insetti (impollinazione entomogama) quali imenotteri, lepidotteri o ditteri o il vento (impollinazione anemogama) oppure, nei tropici, tramite colibrì (impollinazione ornitogama).[10]
- Riproduzione: la fecondazione avviene fondamentalmente tramite l'impollinazione dei fiori (vedi sopra).
- Dispersione: i semi cadendo (dopo aver eventualmente percorso alcuni metri a causa del vento - dispersione anemocora) a terra sono dispersi soprattutto da insetti tipo formiche (disseminazione mirmecoria).

## Distribuzione e habitat
La distribuzione delle specie di questo gruppo è fondamentalmente cosmopolita con gli habitat più vari.

## Tassonomia
La famiglia di appartenenza di questo gruppo (Plantaginaceae) comprende 113 generi con 1800 specie (oppure secondo altri Autori 114 generi e 2400 specie, o anche 117 generi e 1904 specie o 90 generi e 1900 specie) ed è suddivisa in tre sottofamiglie e oltre una dozzina di tribù. La sottotribù di questa voce appartiene alla sottofamiglia Digitalidoideae (tribù Veroniceae).

### Composizione della tribù
La sottotribù si compone di 15 generi e circa 450 specie:
| Genere                                    | Specie                                 | Numero cromosomico                          | Distribuzione                                      |
| ----------------------------------------- | -------------------------------------- | ------------------------------------------- | -------------------------------------------------- |
| Besseya Rydb., 1903                       | 7 - 9                                  | 2n = 24                                     | America (nord occidentale)                         |
| Chionohebe W.R. Briggs & Ehrend., 1976    | 7                                      | 2n = 42                                     | Tasmania e Nuova Zelanda                           |
| Derwentia Raf., 1836                      | 8                                      | 2n = 38, 40                                 | Australia (sud orientale)                          |
| Detzneria Schlecht. ex Diels, 1929        | Una specie: Detzneria tubata Diels     | 2n = 48                                     | Regioni alpine della Nuova Guinea                  |
| Hebe Comm. ex Juss., 1789                 | Circa 70                               | 2n = 40, 42                                 | Australasia                                        |
| Heliohebe Garnock-Jones, 1993             | 5                                      | 2n = 42                                     | Nuova Zelanda                                      |
| Lagotis Gaertn., 1770                     | 20                                     | 2n = 22                                     | Dall'Europa alla Cina                              |
| Paederota L., 1758                        | 2                                      | 2n = 36                                     | Alpi e Monti Balcani                               |
| Paederotella (E. Wulff.) Kemul-Nath, 1953 | 3                                      |                                             | Asia minore e Caucaso                              |
| Parahebe W.R.B. Oliver, 1944              | 30                                     | 2n = 42                                     | Australia, Nuova Guinea e Nuova Zelanda            |
| Pseudolysimachion Opiz., 1852             | Circa 15                               | 2n = 34, 68                                 | Europa temperata e Asia                            |
| Scrofella Maxim., 1888                    | Una specie: Scrofella chinensis Maxim. |                                             | Cina (nord occidentale)                            |
| Synthyris Benth., 1846                    | Circa 15                               | 2n = 24                                     | America (nord occidentale)                         |
| Veronica L., 1753                         | Circa 250 (forse di più)               | 2n = 14, 16, 18, 32, 34, 36, 48, 52, 54, 64 | Cosmopolita (emisfero settentrionale)              |
| Veronicastrum Heist. ex Fabr., 1759       | 5 - 6                                  | 2n = 34                                     | America (nord occidentale) e dall'Himalya a Taiwan |

I seguenti generi sono considerati sinonimi:
- Botryopleuron Hemls., 1900 - Sinonimo di Veronicastrum.[1]
- Calorhabdos Benth., 1835 - Sinonimo di Veronicastrum.[1]
- Cochlidiosperma Rchb., 1826 - Sinonimo di Veronica.[11]
- Odicardis Raff., 1838 - Sinonimo di Veronica.[1]
- Oligospermum D.Y. Hong, 1984 - Sinonimo di Veronica.[1]

### Filogenesi
Storicamente questo gruppo ha fatto parte della famiglia Scrophulariaceae (secondo la classificazione ormai classica di Cronquist). In seguito è stato descritto anche all'interno della famiglia Veronicaceae. Attualmente con i nuovi sistemi di classificazione filogenetica (classificazione APG) è stata assegnata alla famiglia delle Plantaginaceae, sottofamiglia Digitalidoideae (Dum.) Luerss. e tribù Veroniceae Duby.
Tradizionalmente la sottotribù contiene 15 generi con la maggior parte delle specie concentrate soprattutto nel genere Veronica. Attorno al genere Veronica sono state fatte molte dispute per la sua circoscrizione. Ad esempio il genere Hebe (con circa 70 specie) dell'emisfero australe ha dimostrato di derivare delle "veroniche" dell'emisfero settentrionale. Anche altri generi attualmente riconosciuti come tali, Synthyris e Pseudolysimachion sono anch'essi derivati da Veronica. Quindi alcuni autori viste le difficoltà di creare un gruppo di generi monofiletici ben definiti propongono di creare un genere Veronica suddiviso in 13 sottogeneri raggruppando gli attuali generi Hebe, Parahebe, Chionohebe, Heliohebe, Detzneria, Derwentia, Pseudolysimachion, Synthyris e Besseya. Rimangono quindi come generi indipendenti Paederota e Scrofella. I generi Veronicastrum e Lagotis risultando da un punto di vista filogenetico più vicini al genere Wulfenia (sottotribù Wulfeniinae) andrebbero inclusi in quest'ultimo gruppo.

### Generi italiani
Nella flora spontanea italiana sono presenti tre generi di questo gruppo:
- Paederota L. (Bonarota): 2 specie; entrambe sono presenti nel Nord-Est dell'Italia (Alpi) a quote sopra i 1000 m s.l.m..
- Pseudolysimachion Opiz (Veronica): 4 specie; tutte presenti al Nord.
- Veronica L. (Veronica): circa 30 specie.

## Alcune specie

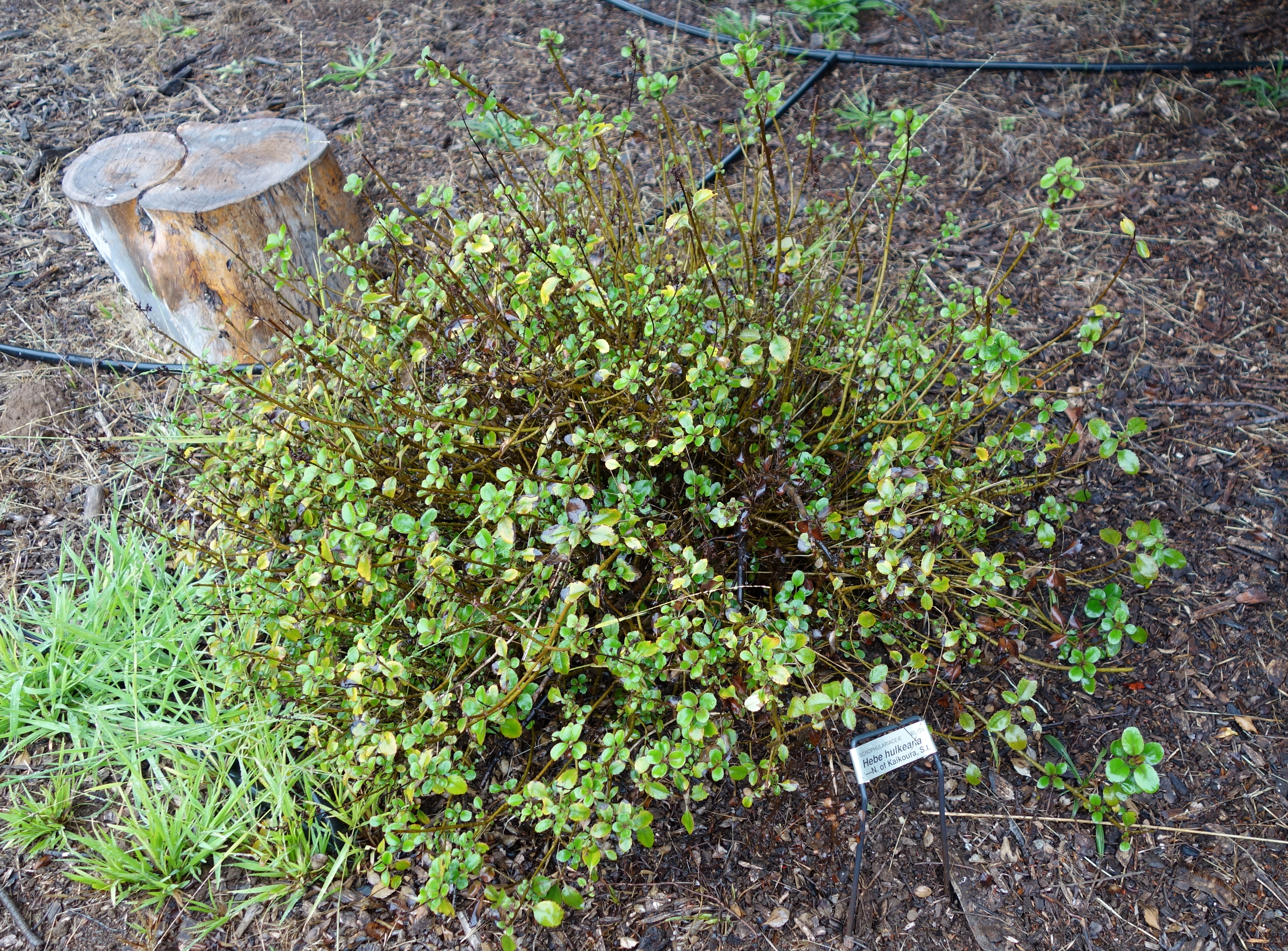
Hebe hulkeana
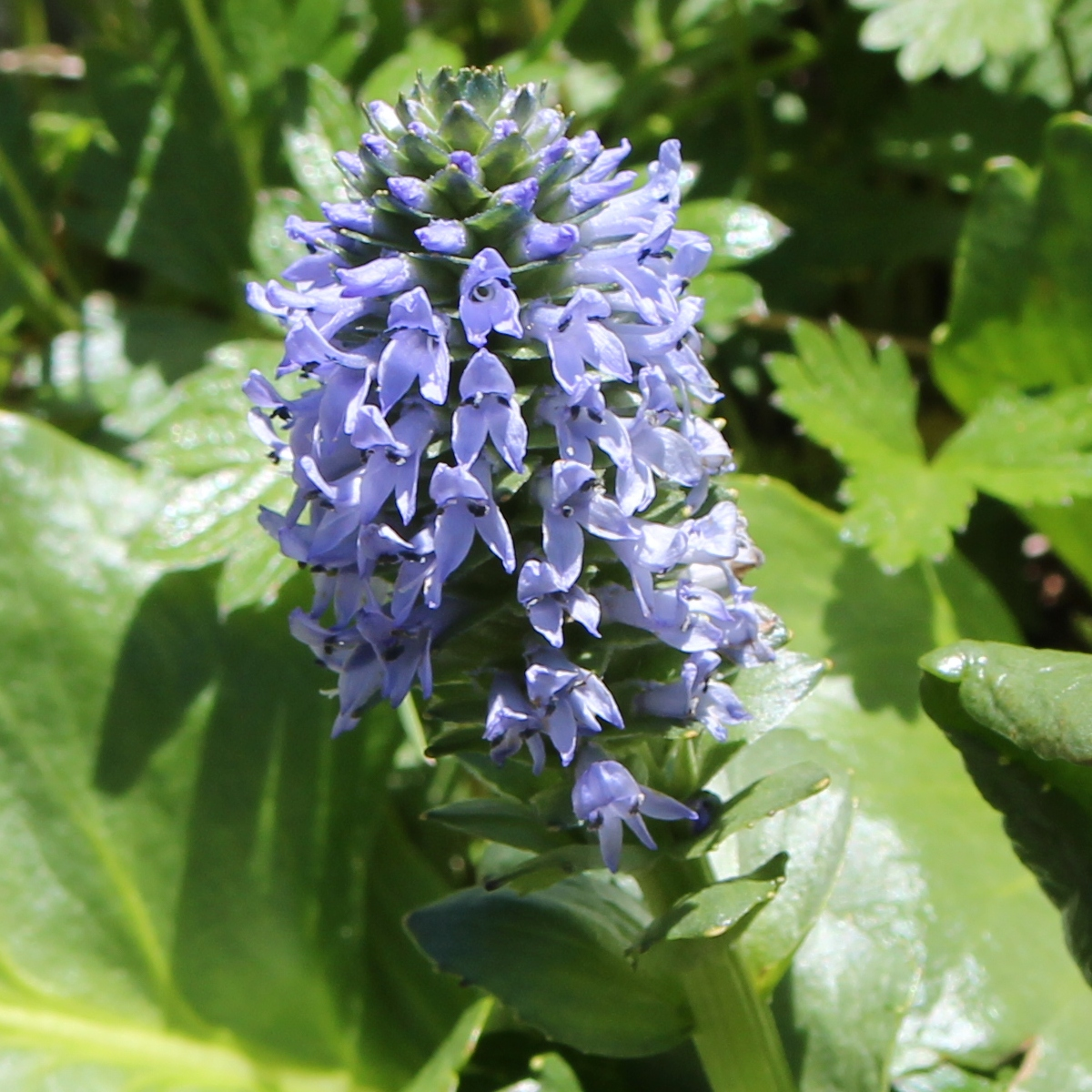
Lagotis glauca
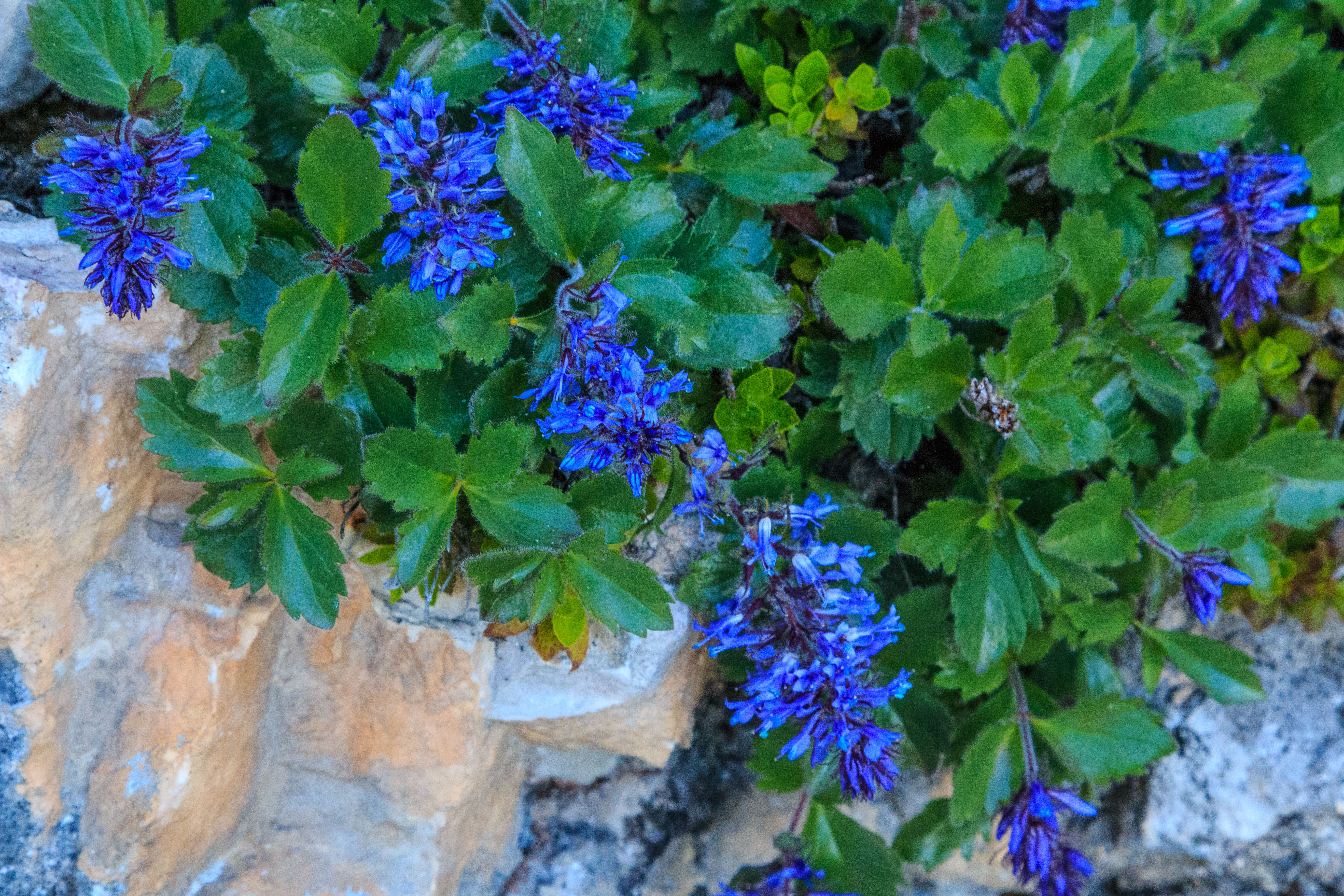
Paederota bonarota
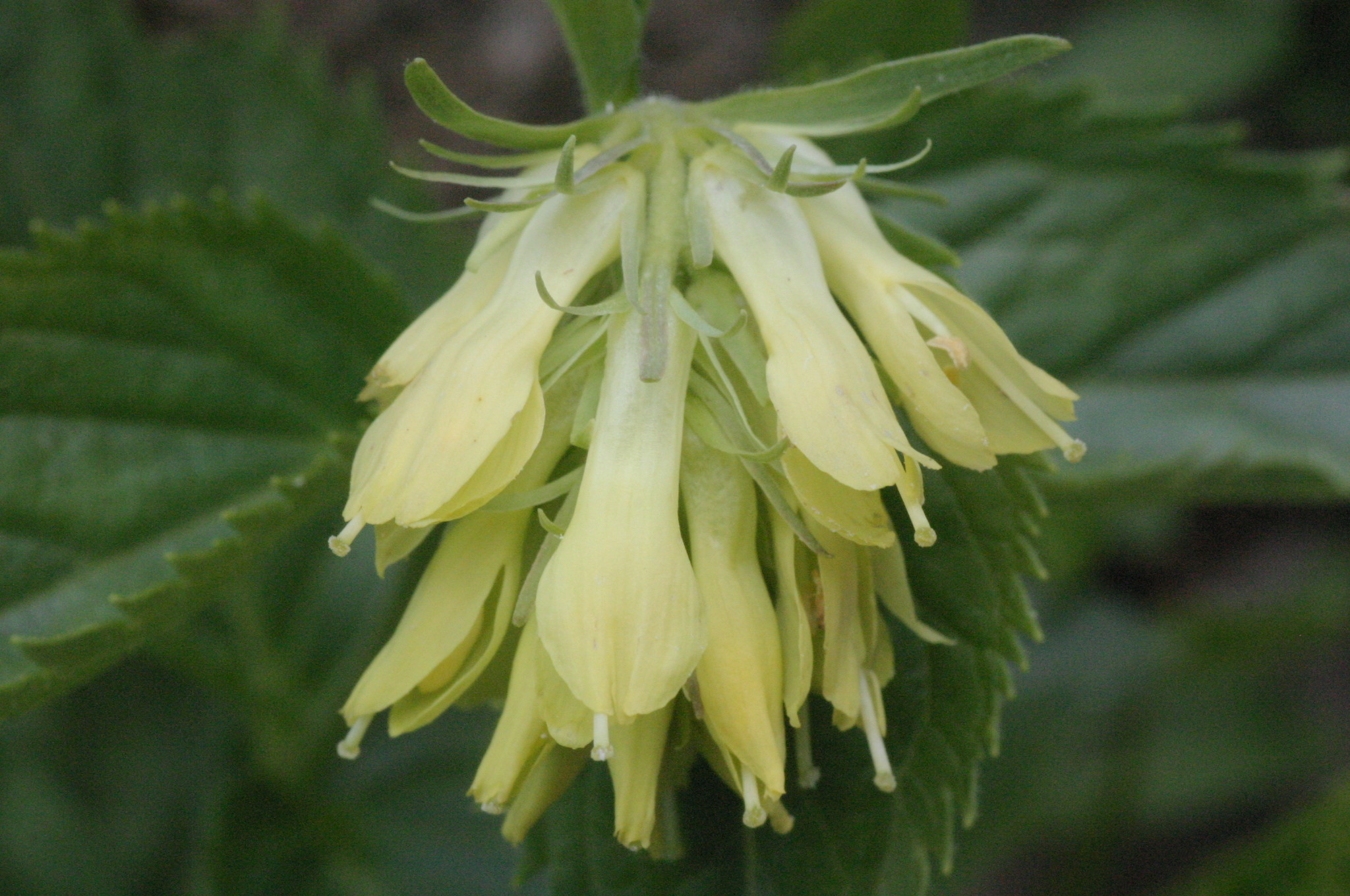
Paederota lutea
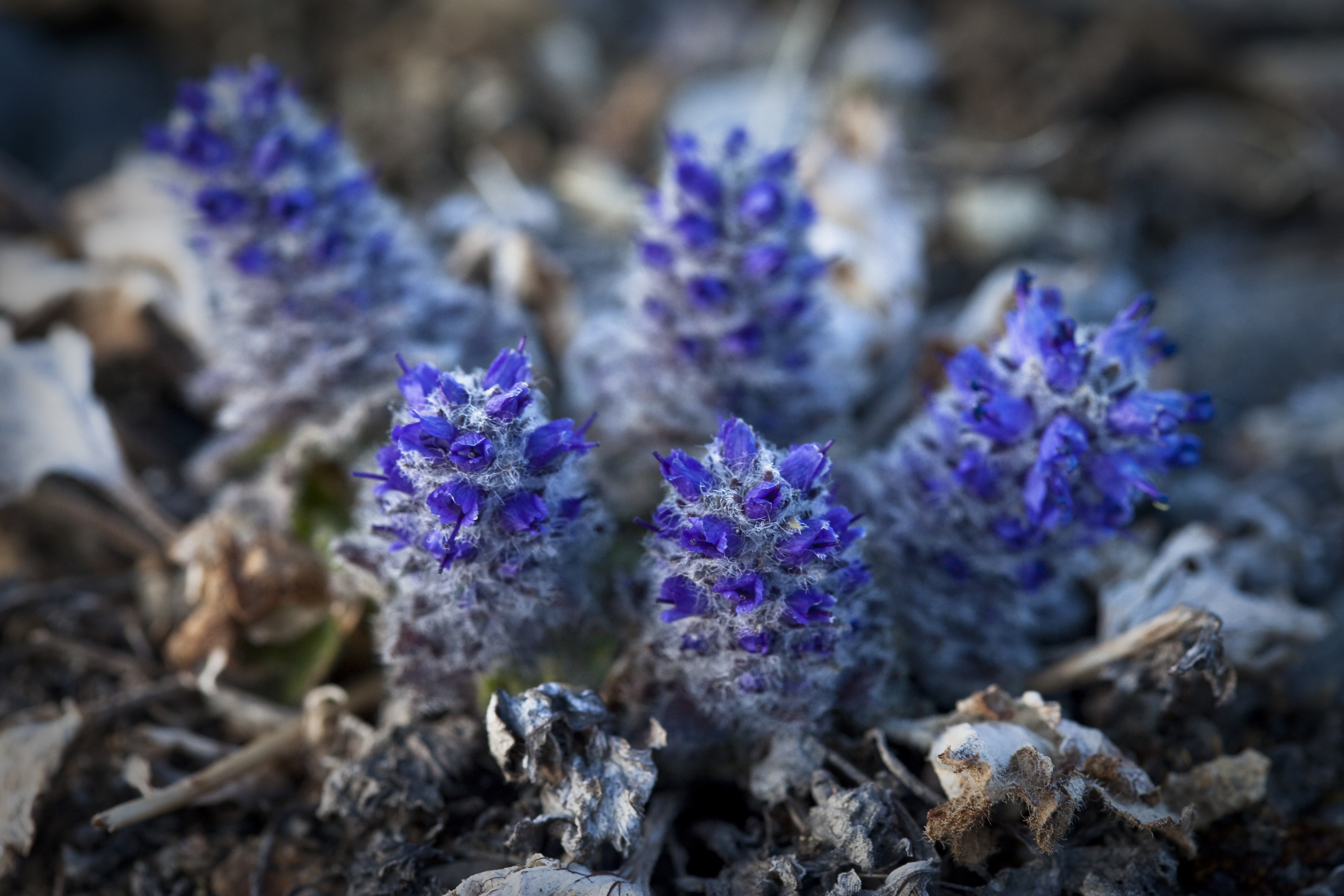
Synthyris borealis
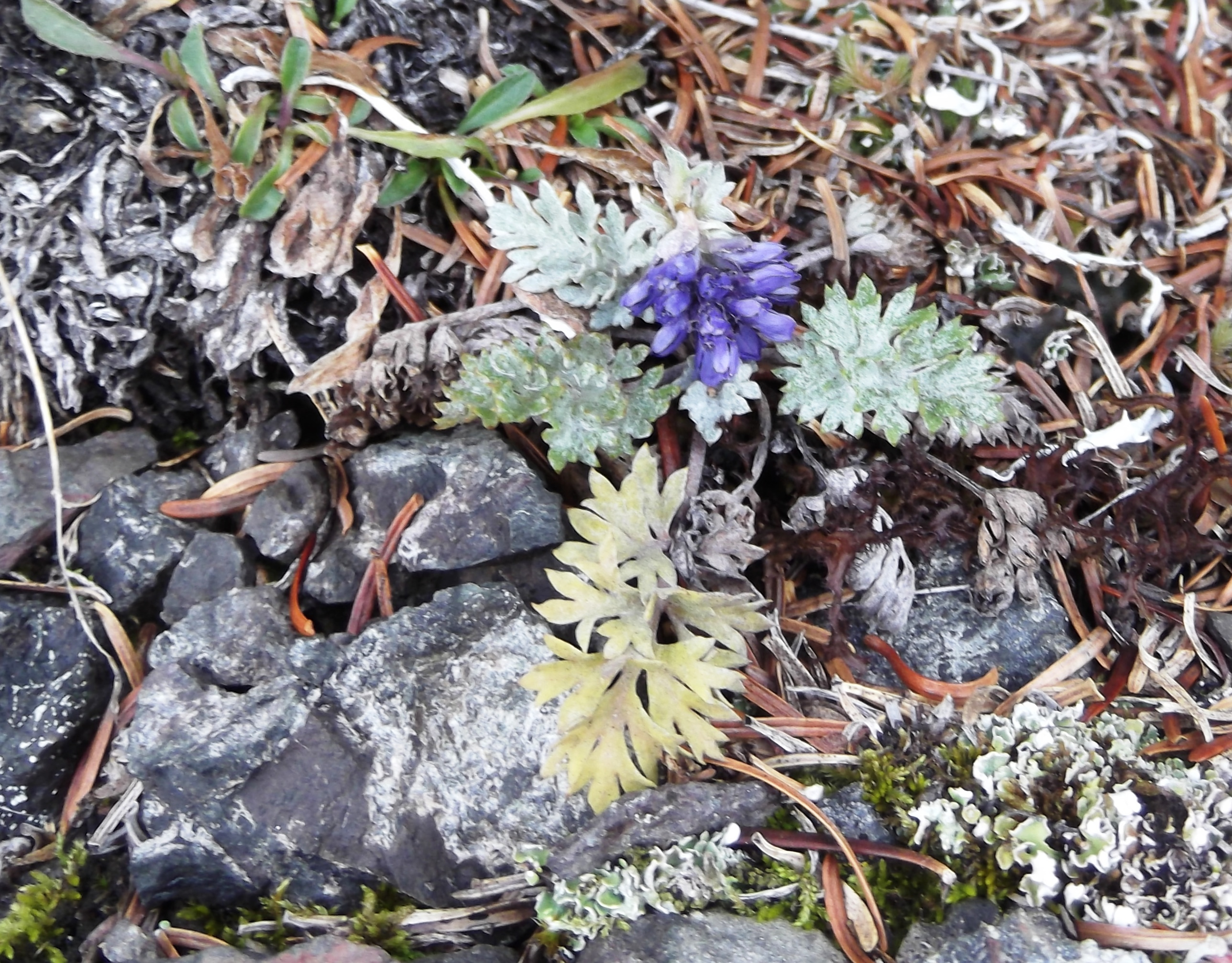
Synthyris pinnatifida
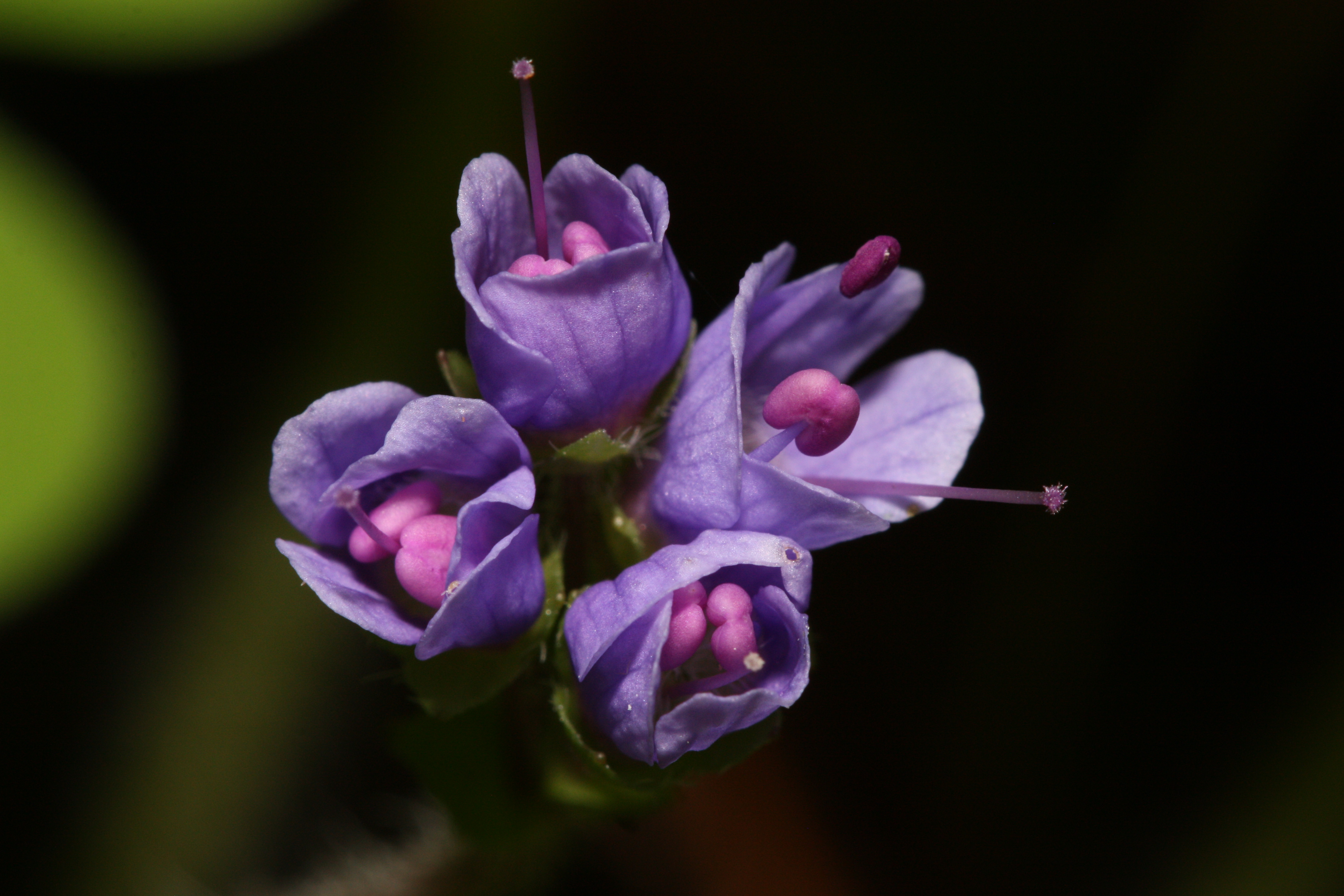
Synthyris reniformis
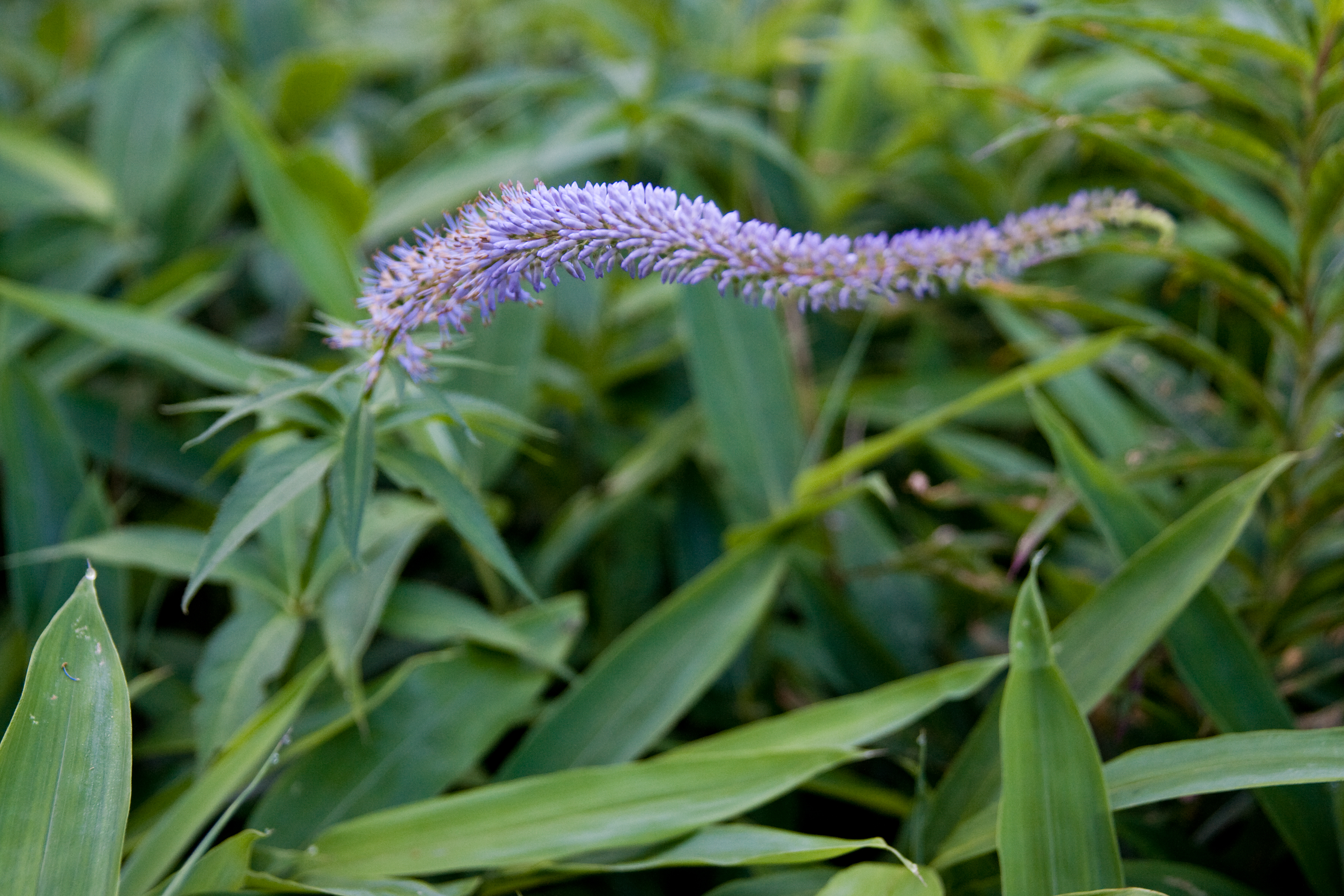
Veronicastrum japonicum
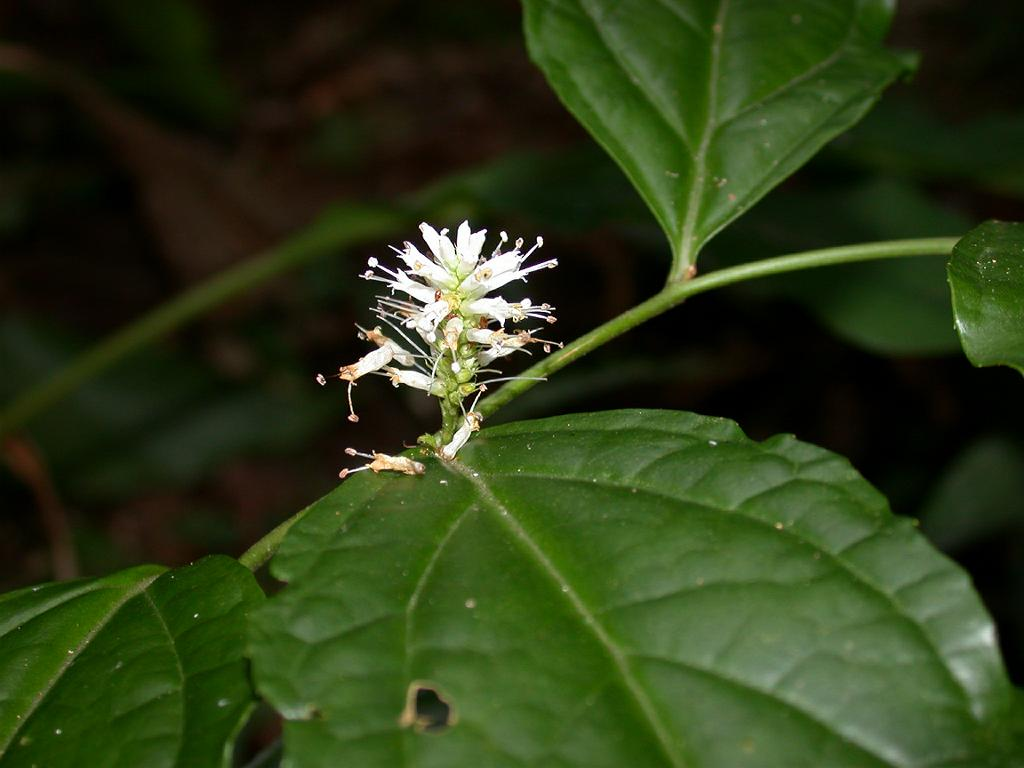
Veronicastrum tagawae
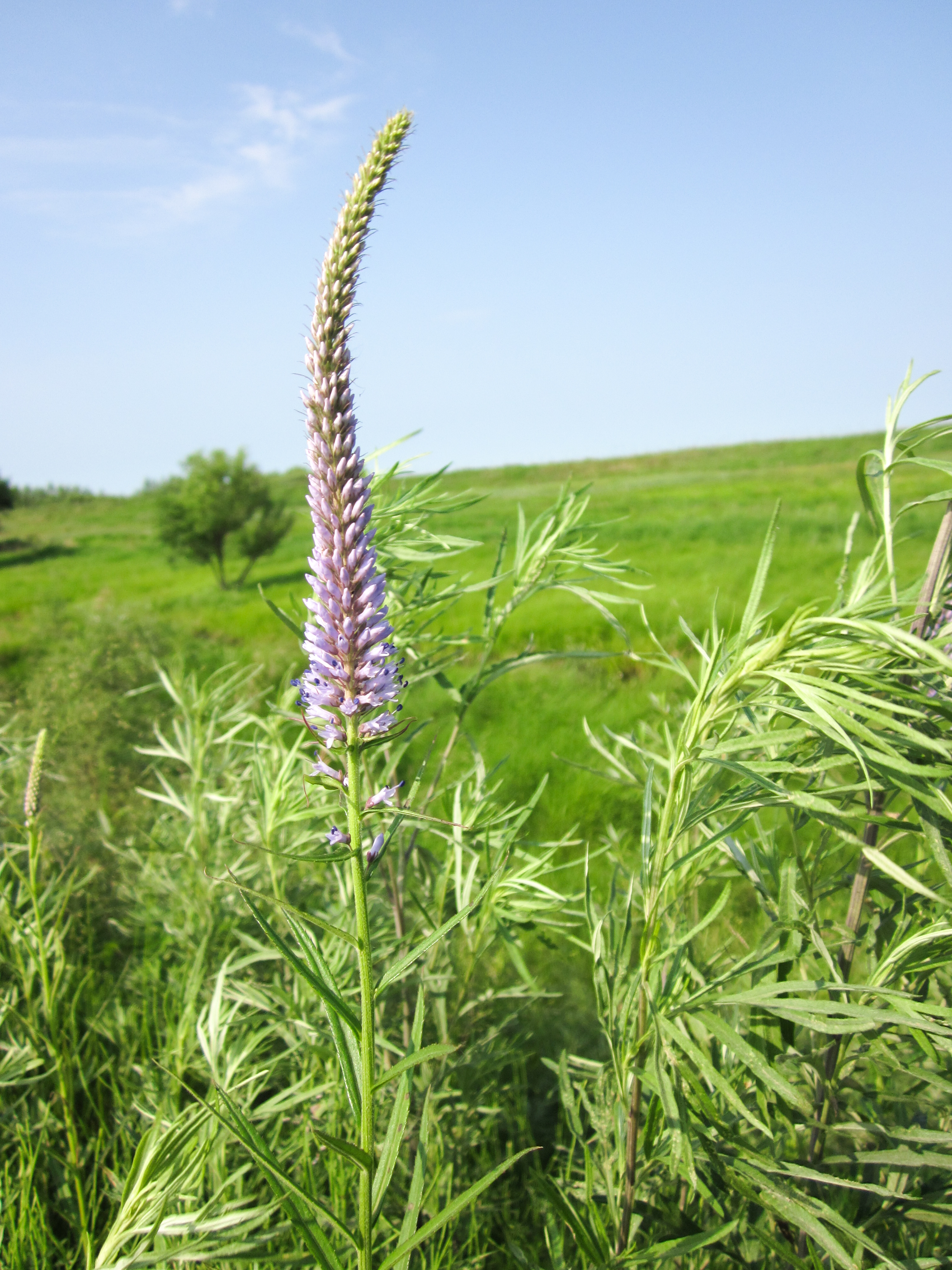
Veronicastrum tubiflorum
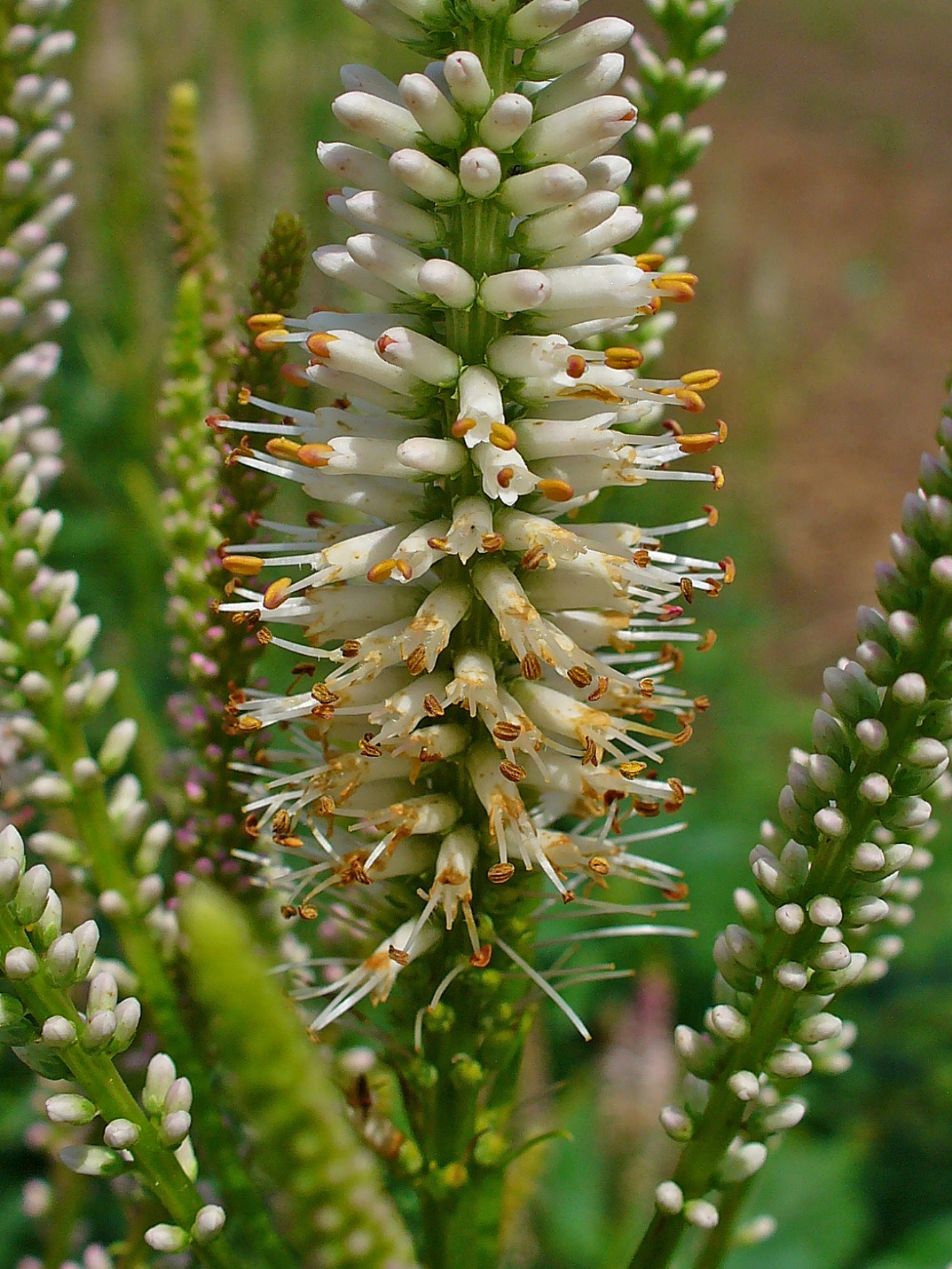
Veronicastrum virginicum
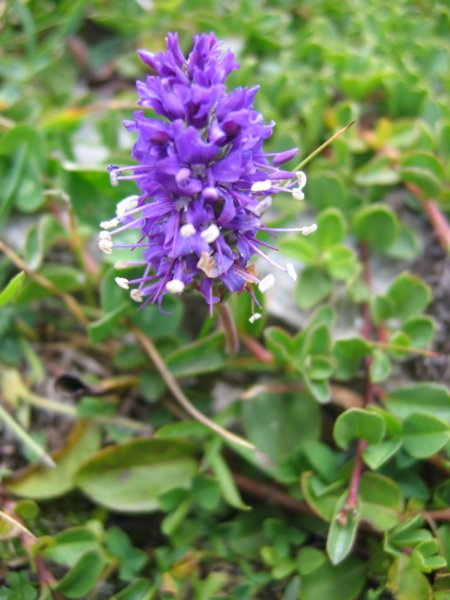
Veronica allionii
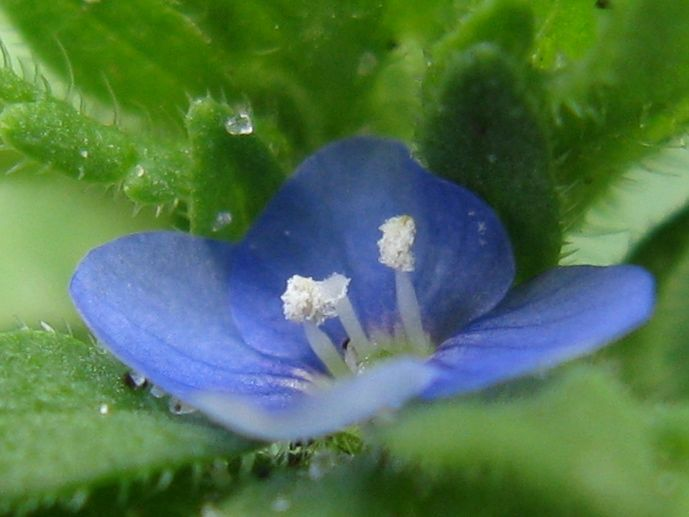
Veronica arvensis
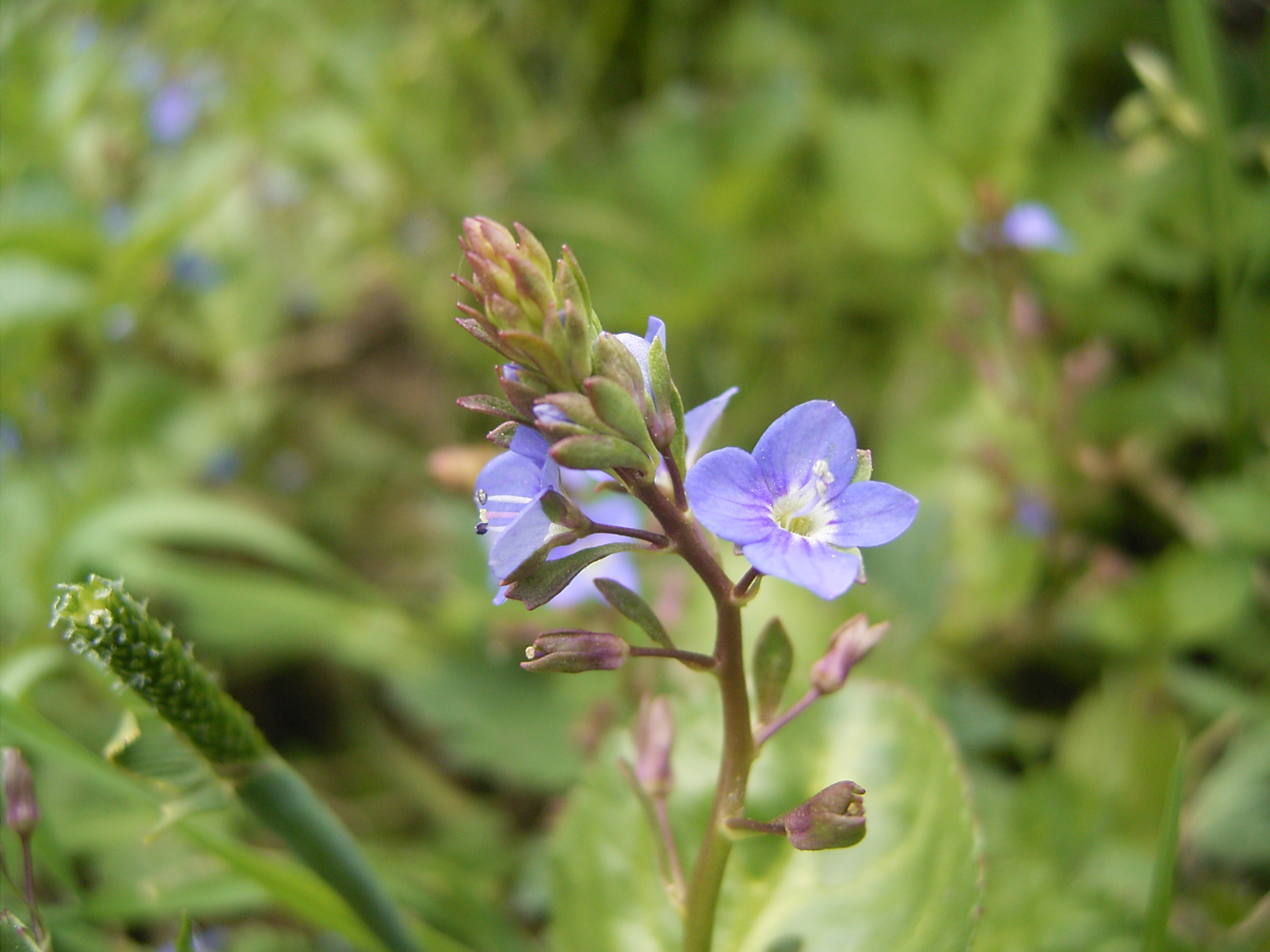
Veronica beccabunga
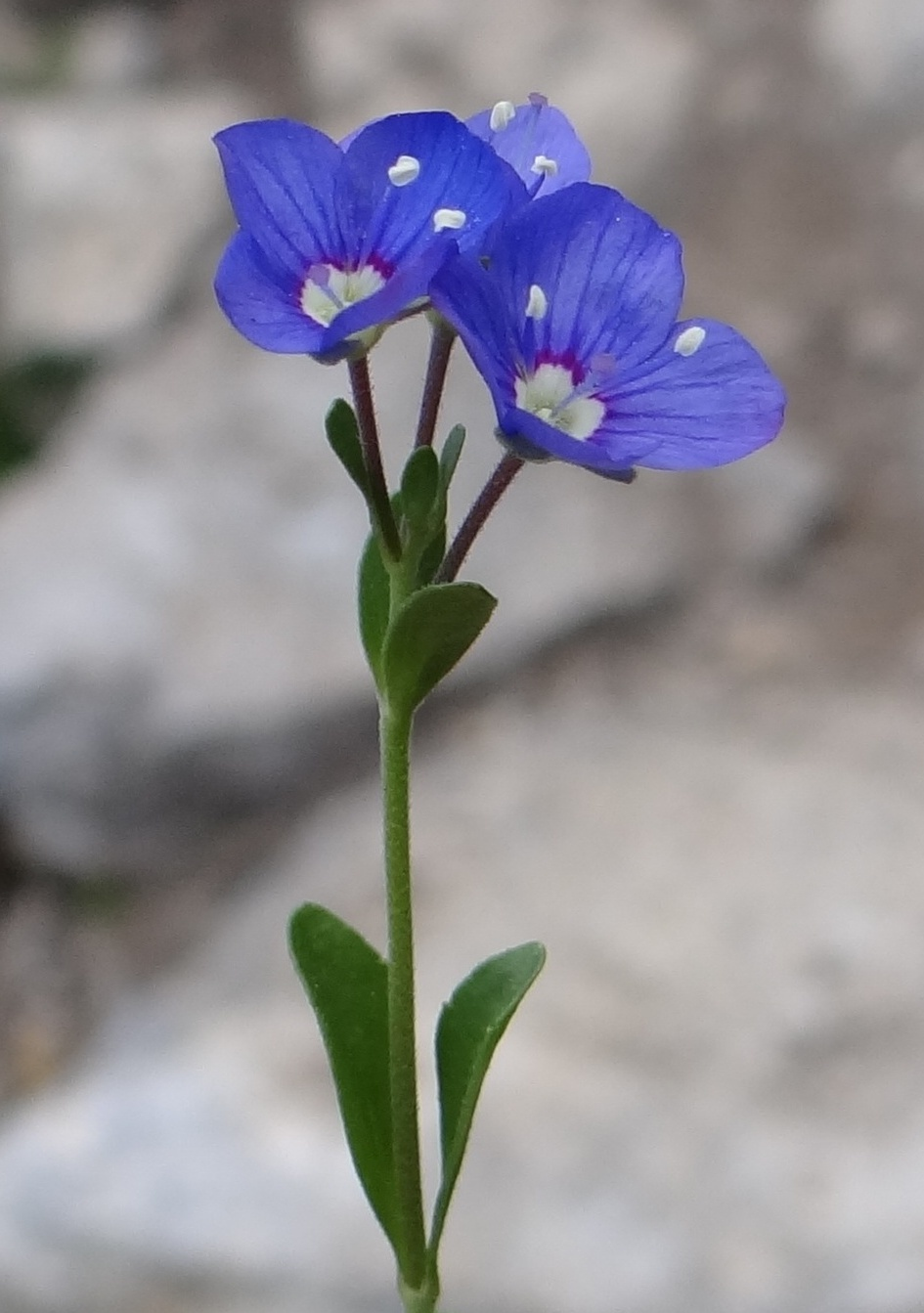
Veronica fruticans
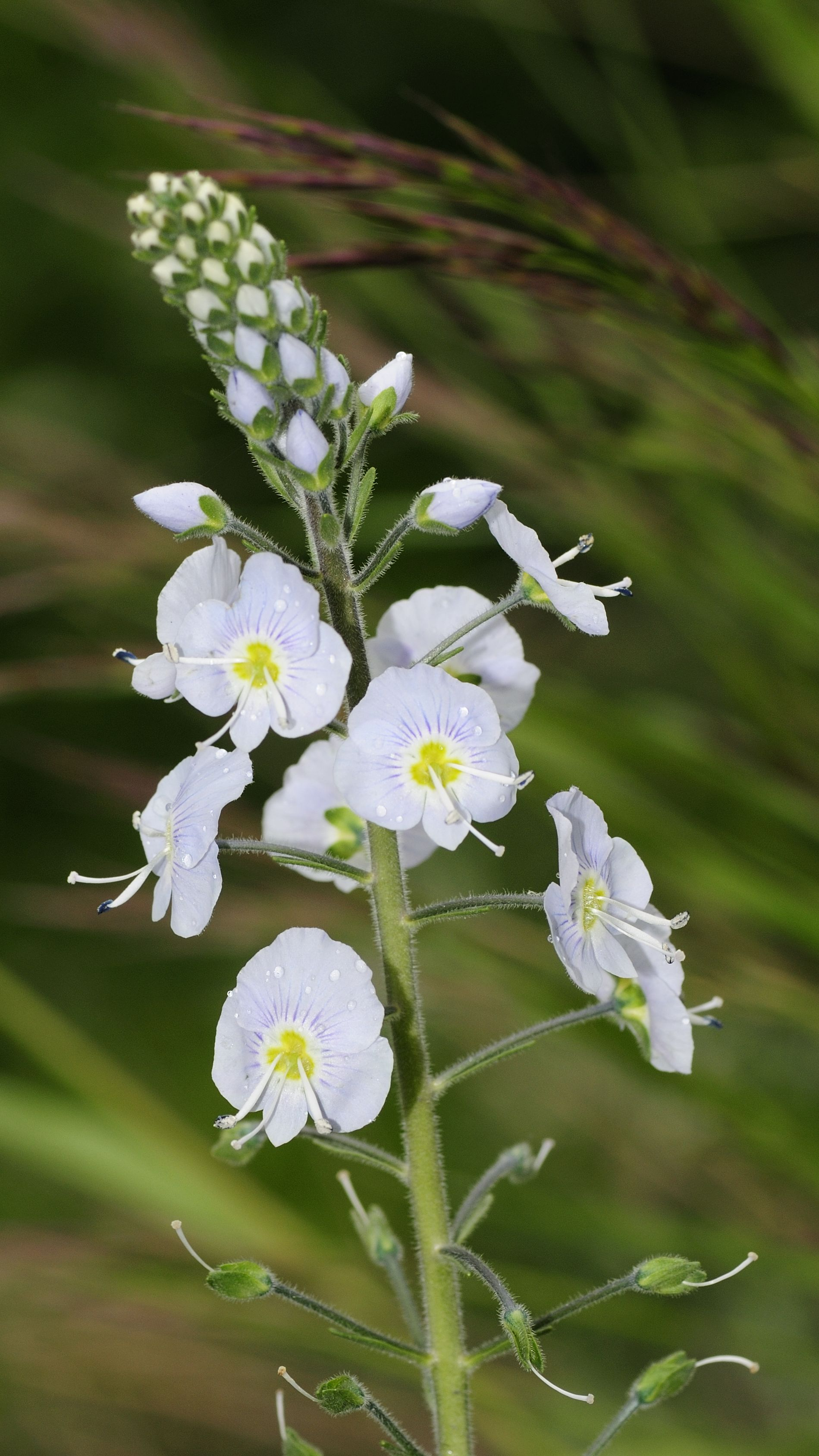
Veronica gentianoides
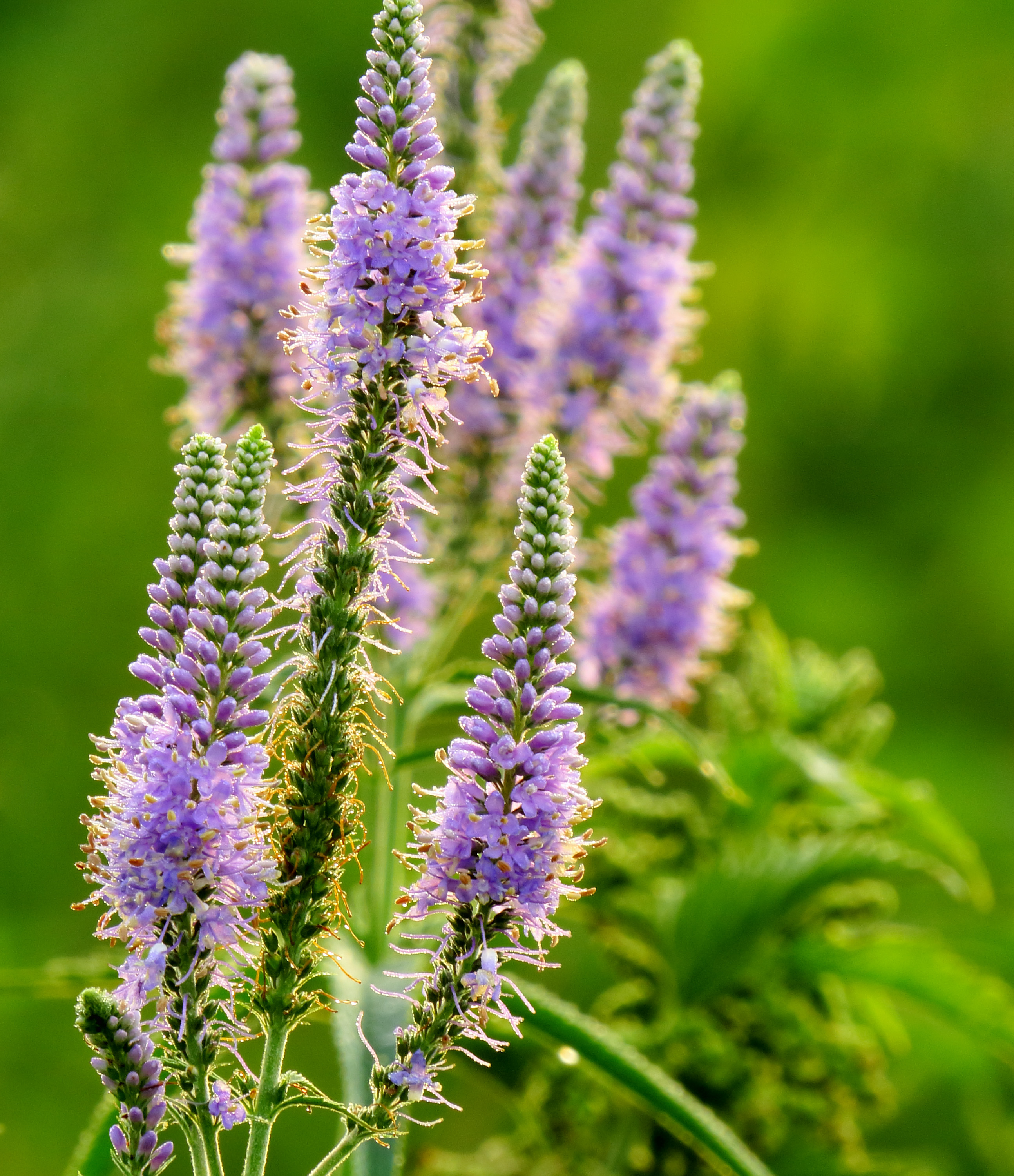
Veronica longifolia
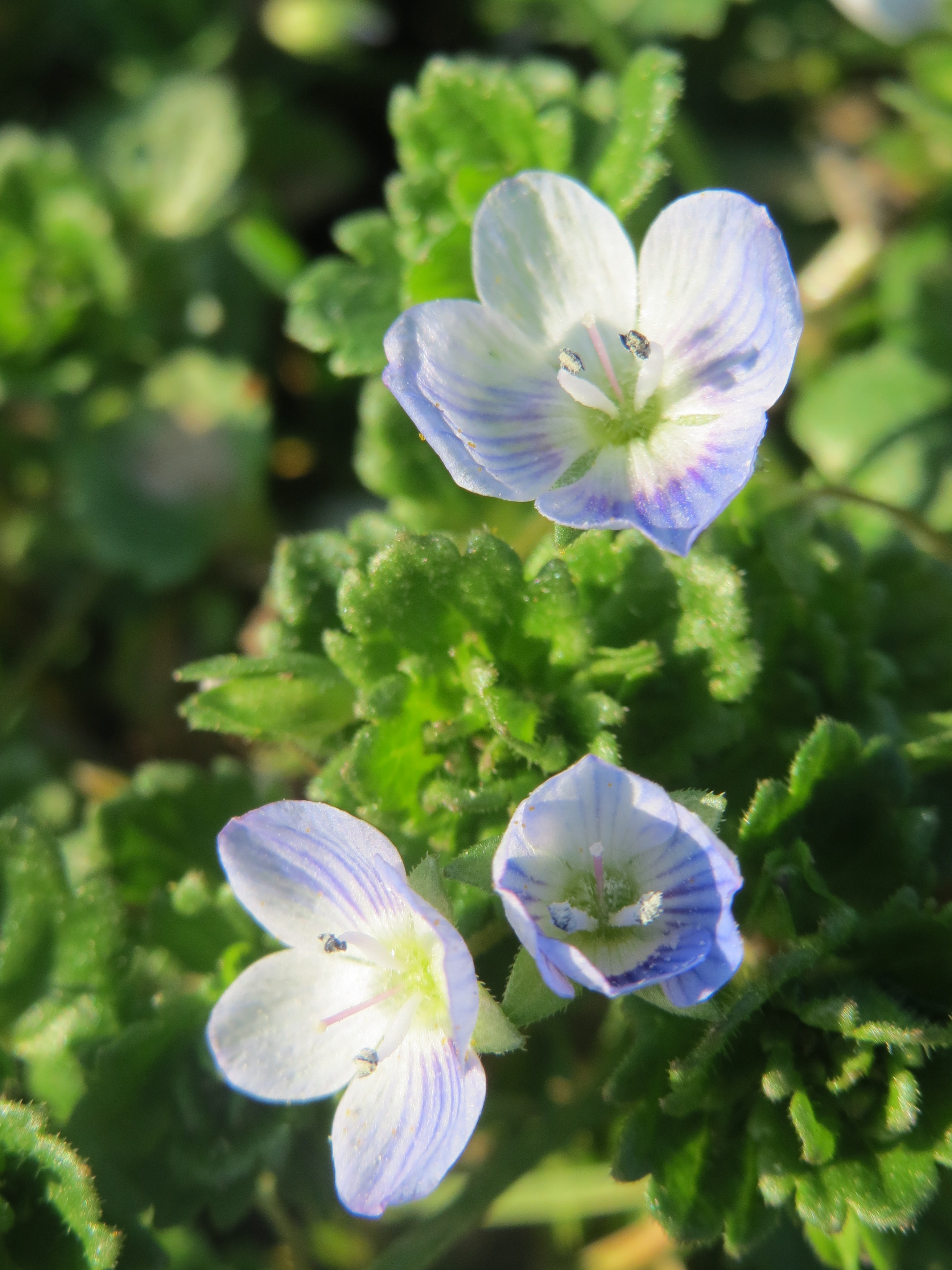
Veronica persica
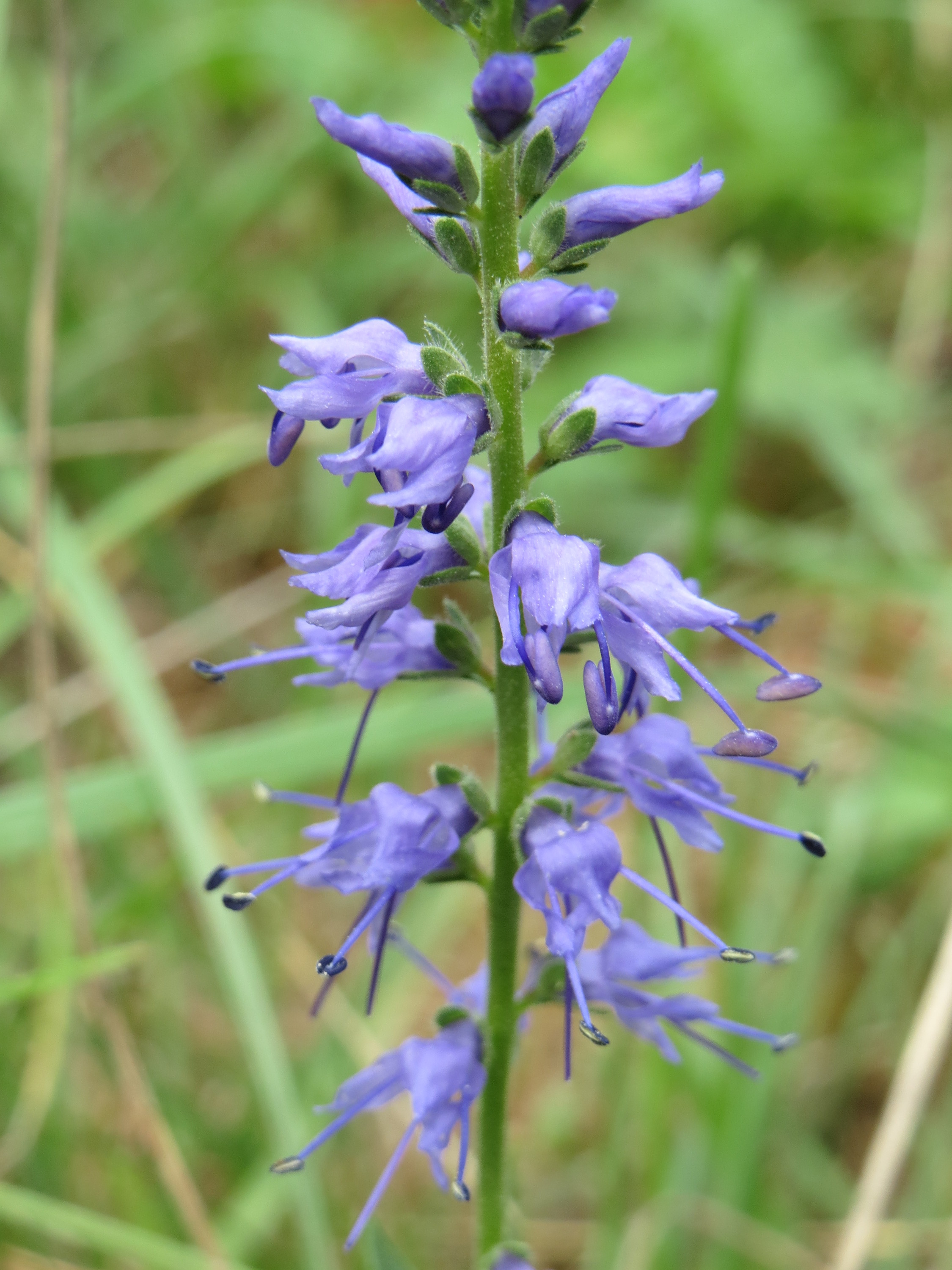
Veronica spicata